# Мясников, Фёдор Алексеевич
Фёдор Алексеевич Мясников (род. 1940, посёлок Дивенский, Ленинградская область) — советский деятель органов государственной безопасности, заместитель руководителя КГБ СССР и МСБ СССР, генерал-майор (1987).

## Биография
С 1954 до 1956 учился в ремесленном училище № 1 Ленинграда. После его окончания работал токарем во Всесоюзном научно-исследовательском институте Министерства тяжёлого машиностроения, в промышленной кооперативной артели «Гатчинский металлист», на заводе «Ленприбор», с 1960 в специальном конструкторском бюро (СКБ) аналитического приборостроения АН СССР. Член КПСС с 1962.
В органах государственной безопасности с 1967. Службу начал в Управлении КГБ по Ленинградской области как младший оперуполномоченный, потом оперуполномоченный 2-го отделения, с 1972 начальник 7-го отделения 5-го отдела. В 1969 окончил ЛГУ. Затем заместитель начальника 5-й Службы УКГБ по Ленинградской области с 1976 до 1979, заместитель начальника 2-й Службы там же с 1979 до 1980, и начальник 2-й Службы до 1985. С января 1985 по декабрь 1987 начальник УКГБ по Волгоградской области. После чего переводится на должность заместителя начальника Инспекторского управления КГБ СССР, где работает до 13 сентября 1991, когда становится начальником 2-го Главного управления и заместителем председателя КГБ СССР. С 13 декабря 1991 по январь 1992 заместитель руководителя Межреспубликанской службы безопасности СССР.
В 1992 работал в посольстве РФ в Израиле. С 1994 до 1999 работал заместителем управляющего филиалом «Межкомбанка» в Санкт-Петербурге, в 2000—2002 возглавлял представительство «ШвеБелПартнёр». С февраля 2003 заместитель председателя правления ОАО Банк «Санкт-Петербург».

### Звания
- генерал-майор (29 октября 1987).

### Награды
- два ордена Красного Знамени;
- орден Знак Почёта;
- почётный сотрудник госбезопасности.